# William O’Connor (dartsjátékos)
William O'Connor (Limerick, 1986. július 15. –) ír dartsjátékos. 2009-től a Professional Darts Corporation tagja. Beceneve "The Magpie".

## Pályafutása

### PDC
O'Connor először 2010-ben indult el PDC tornán, ahol a UK Open első fordulójában 6–0-ás győzelemmel kezdett Stuart Monaghan ellen, majd legyőzte Mark Frostot és Peter Wrightot is. A negyedik körben a tornán a harmadik helyen kiemelt James Wade volt az ellenfele, akitől 9–3-ra kapott ki. O'Connor az év további részében részt vett még a World Grand Prix-n (2–0-ás vereség az első körben Barrie Bates-től), valamint a World Cup of Darts-on ahol a második körben az ausztrál csapat ellen kaptak ki.
2012-ben újra részt vett a csapatvilágbajnokságon ahol ezúttal is Mick McGowan volt a csapattársa. Ezen a vb-n is a második körig jutottak, ahol ezúttal a maláj csapattól szenvedtek el 5–2-es vereséget.
A 2013-as évet O'Connor a világranglista 54. helyezettjeként kezdte meg, és ebben az évben már harmadszor vehetett részt a PDC csapatvilágbajnokságán, ahol ezúttal Connie Finnan volt a csapattársa.  Az első meccsen 5–0-ra verték Dániát, majd 5–4-re kikaptak Dél-Afrikától. A csoportjukból továbbjutották, de a legjobb 16 között Japán ellen újabb vereség következett, így kiestek a tornáról. Az év további részében részt vett a UK Open-en, ahol Dave Chisnallt is legyőzte, valamint novemberben a legjobb 16-ig jutott két Players Championship állomáson is, ahol először Mensur Suljovićtól, majd Gary Andersontól kapott ki.
A 2014-es évet a világranglista 68. helyén kezdte, így harcba szállt a Tour Card-ért, amit sikerült is megszereznie. A UK Openen a harmadik körig sikerül eljutnia, ahol 9–8-as vereséget szenvedett Jamie Lewis-tól. A csapat vb-n már az első körben vereséget szenvedtek a szingapúri csapattól.
2015-ben már az ötödik körig sikerült eljutnia a UK Open-en, ahol végül 9–6-os vereséget szenvedett Stephen Buntingtól.
2017-ben a világranglista 64. helyén állt, így ebben az évben nem kellett részt vennie a Q-School-ban, hogy megszerezze a PDC versenyein való induláshoz szükséges Tour Card-ot. A UK Open első kvalifikációs tornáján a negyeddöntőig jutott, ahol legyőzte többek között Max Hoppot, Christian Kistet, Keegan Brownt, és Devon Petersent is. A UK Open tornára a második körben kapcsolódott be, ahol 6–2-es győzelemmel kezdett honfitársa Steve Lennon ellen. A tornán a legjobb 16-ig sikerült eljutnia, ahol az ausztrál Simon Whitlock ellen esett ki 10–7-es vereséggel. A Players Championship harmadik fordulójában a legjobb 16-ig, a negyedik fordulóban pedig a legjobb 32-ig sikerült eljutnia. A harmadik állomáson legyőzte Zoran Lerchbachert, valamint Christian Kistet, majd a világranglista-vezető Michael van Gerwent is.
2018-ban O'Connor részt vett első PDC világbajnokságán, ahol az első körben 3–1-es vereséget szenvedett el Steve Beatontól. Az év további részében először sikerült döntőt játszania egy tornán a PDC-nél (European Darts Matchplay), ahol 8–2-re kapott ki van Gerwentől.
2019-ben újra sikerült kvalifikálnia magát a vb-re, ahol a harmadik körig sikerült eljutnia.

## Világbajnoki szereplései

### PDC
- 2018: Első kör (vereség  Steve Beaton ellen 1–3)
- 2019: Harmadik kör (vereség  Ryan Searle ellen 1–4)
- 2020: Második kör (vereség  Gerwyn Price ellen 2–3)
- 2021: Második kör (vereség  Daryl Gurney ellen 2–3)
- 2022: Harmadik kör (vereség  Michael Smith ellen 2–4)
- 2023: Második kör (vereség  Gabriel Clemens ellen 0–3)
- 2024: Második kör (vereség  Chris Dobey ellen 2–3)
- 2025: Első kör (vereség  Dylan Slevin ellen 1–3)

## Döntői

### PDC csapatversenyek: 1 döntős szereplés
| Eredmény | Sorszám | Év   | Bajnokság          | Ország   | Csapattárs   | Ellenfél a döntőben                    | Pontok  |
| Döntős   | 1.      | 2019 | World Cup of Darts | Írország | Steve Lennon | Skócia (Gary Anderson és Peter Wright) | 1–3 (m) |

1. ↑  (l) = pontszám legekben, (sz) = pontszám szettekben, (m) = pontszám mérkőzésekben.

## Tornagyőzelmei
| Players Championships - Players Championship (BAR): 2019 | - Ireland Players Championship: 2011 - John O'Loughlin Memorial Open: 2010 - Tom Kirby Memorial Trophy: 2017 |